# Jon Lugbill
Jon Lugbill (Wauseon, Ohio) is een Amerikaans wildwater kanoslalom vaarder.
Jon Lugbill wordt gezien als een van de beste kanoslalommers aller tijden. In de tachtiger jaren domineerde hij de C1 klasse bij het wildwater kanosalom racen. Hij heeft de sport op een hoger niveau gebracht, mede door het ontwikkelen van peddels en boten.
Jon begon met kanoën in de zeventiger jaren in Washington DC. Meestal trainde hij dagelijks op een slalom parcours dat hing op het aanvoer kanaal naast de Potomac River in de buurt van de Great Falls. In de winter trainde Jon ook van in het David Taylor Model Basin. Samen met onder andere David Hearn ontwikkelde hij nieuwe modellen van platte slalom kano's. Hij maakte daarbij gebruik van nylon, kevlar, glasvezel en epoxy hars.
In 1979 won Jon de gouden medaille in de C1 op de wereldkampioenschap kanoslalom wat gehouden werd in Jonquière (Canada). Het was de eerste keer dat een Amerikaanse kanoër eerste werd bij het kanoslalom varen. Daarna werd hij nog vele malen wereldkampioen; 1981 in Bala (Wales), 1983 in Merano (Italië), 1987 in Bourg St. Maurice (Frankrijk) en in 1989 op the Savage River (USA). In 1985 in Augsburg (Duitsland), Lugbill werd tweede achter zijn Amerikaanse collega David Hearn.
Tijdens de topjaren van Jon Lugbill was het wildwater slalomvaren geen olympische sport. Pas in 1992 werd kanoslalom een olympische sport op de spelen van Barcelona. Jon werd hier vierde op het parcours van La Seu d'Urgell.
Op dit moment is Jon Lugbill directeur van Richmond Sports Backers en woont hij in Richmond, Virginia.

## Resultaten
| Jaar | Wereldbeker | Wereldkampioenschap | WK (team) | Olympische spelen |
| ---- | ----------- | ------------------- | --------- | ----------------- |
| 1979 |             | Goud                | Goud      |                   |
| 1981 |             | Goud                | Goud      |                   |
| 1983 |             | Goud                | Goud      |                   |
| 1985 |             | Zilver              | Goud      |                   |
| 1987 |             | Goud                | Goud      |                   |
| 1988 | Goud        |                     |           |                   |
| 1989 | Goud        | Goud                | Goud      |                   |
| 1990 | Goud        |                     |           |                   |
| 1991 | Zilver      | 4e                  | Goud      |                   |
| 1992 |             |                     |           | 4e                |
| 1995 |             | 10e                 | 4e        |                   |

### Medaillespiegel
| Kampioenschap          | goud | zilver | brons |
| ---------------------- | ---- | ------ | ----- |
| Wereldbeker            | 3    | 1      | 0     |
| Wereldkampioenschappen | 5    | 1      | 0     |
| WK teams               | 7    | 0      | 0     |
| Olympische Spelen      | 0    | 0      | 0     |